# Bildarchiv im Staatsarchiv Bremen

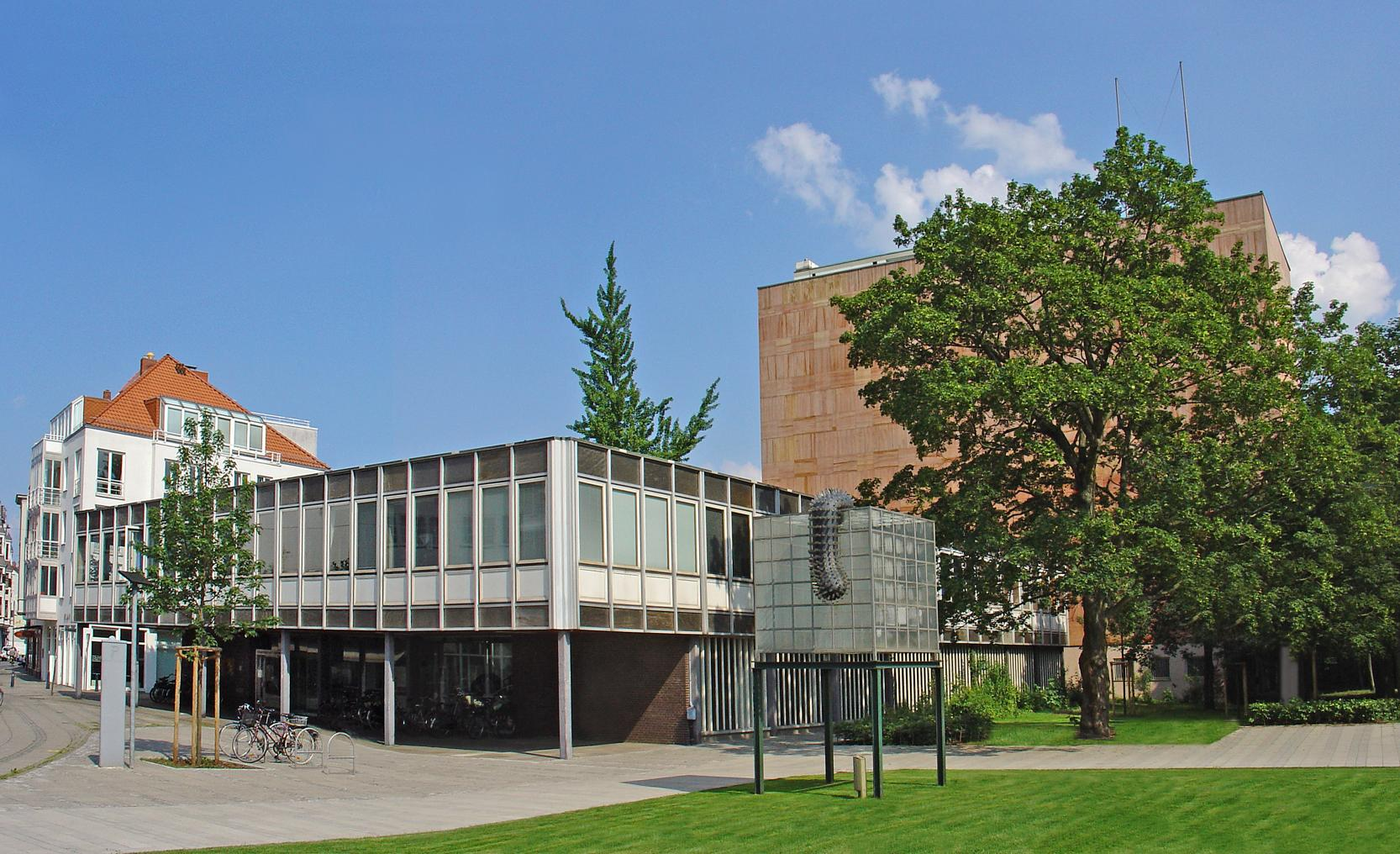
Das Staatsarchiv Bremen

Das Bildarchiv im Staatsarchiv Bremen sammelt als moderne Dokumentationsstätte die fotografische Überlieferung der Stadt und des Landes Bremen. Es verwahrt Fotomaterialien aller Art und stellt sie der Forschung sowie der interessierten Öffentlichkeit zur Verfügung. Derzeit zählt die Bildsammlung insgesamt rund 1,7 Millionen Negative und Positive.
Das bremische städtische Bildarchiv wurde am 30. November 1937 in der damaligen Regierungskanzlei ins Leben gerufen. Schon 1943 wurde im Zuge der Verwaltungsvereinfachung das Staatsarchiv Bremen mit dessen Fortführung betraut. Anfangs wurden Bildberichte zum Zeitgeschehen, Topografisches, auch Porträts gesammelt. Der Zuwachs erfolgte vor allem durch den Erwerb geschlossener Bestände bzw. Sammlungen. 1957 wurde begonnen, den Bildbestand planmäßig durch die Anfertigung eigener Aufnahmen zu vermehren. Seit Mitte der 1980er Jahre ist dieses Verfahren jedoch eingestellt, so dass die Bestandsvermehrung heute durch die Abgabe von Bildern durch Behörden, Firmen, Verbänden und sonstigen Institutionen, vor allem aber durch Privatpersonen erfolgt.

## Bestände
Derzeit zählt das Bildarchiv insgesamt rund 1,7 Millionen Negative und Positive. Davon befindet sich ein Teil in Schriftgutbeständen des Staatsarchivs, z. B. Bilder des Bremer Vulkan, die Dokumentation der Luftangriffe auf Bremen 1940–1945, Bilder der Norddeutschen Missionsgesellschaft.
Das Bildarchiv selbst umfasst folgende Teilbestände:

### Einzelbilder
Positive und Negative, u. a. die in den 1940/1960er Jahren erworbenen Fotosammlungen Kippenberg, Prosch und Sporleder.

### Fotografennachlässe
- Hermann Reil (1888–um 1970), Schaffenszeit 1930–1946, im Staatsarchiv seit 1964, Schwerpunkte: Zeitgeschehen
- Rudolph Stickelmann (1870–1956) und Hermann Stickelmann (1901–1973), Schaffenszeit 1901–1973, im Staatsarchiv seit 1976, Schwerpunkte: Architektur-, Industrie-, Werbe-, Schiffsfotografie
- Friedrich Karl Uecker (1911–1985), Schaffenszeit ca. 1950–1980, im Staatsarchiv seit 1986, Schwerpunkte: Pressefotografie, Zeitgeschehen
- Hellmuth Paul (1928–1990), Schaffenszeit ca. 1965–1982, im Staatsarchiv seit 1991, Schwerpunkte: Pressefotografie, Zeitgeschehen
- Karl Heinz Suchefort (1920–1990), Schaffenszeit ca. 1950–1990, im Staatsarchiv seit 1991, Schwerpunkte: Innenaufnahmen von Schiffen und Gebäuden, Werbung, Architektur, Fernsehen
- Karl-Edmund Schmidt (1906–1993), Schaffenszeit ca. 1945–1990, im Staatsarchiv seit 1993, Schwerpunkte:  Pressefotografie, Zeitgeschehen
- Hans-Jürgen Lankenau (1936–1996), Schaffenszeit ca. 1958–1991, im Staatsarchiv seit 1996, Schwerpunkte: Pressefotografie
- Otto Lohrisch (1913–2001), Fa. Lohrisch-Achilles, Schaffenszeit ca. 1946–1975, im Staatsarchiv seit 2003, Schwerpunkte: Theater-, Presse-, Werbe-, Industrie-, Porträtfotografie
- Jutta Vialon (1917–2004), Schaffenszeit 1948 bis ca. 1976, im Staatsarchiv seit 2006, Schwerpunkte: Radio Bremen, Porträt- und Werbefotografie
- Jochen Stoss (* 1942), Schaffenszeit 1958–2011, Pressefotograf, im Staatsarchiv seit 2015
- Peter F. Meyer, Schaffenszeit 1978–2003, Pressefotograf, im Staatsarchiv seit 2015

### Fotosammlungen
Sie stammen aus privater Hand oder wurden von Behörden bzw. Firmen angelegt und bilden bestimmte Themenbereiche ab:
- Pressestelle des Senats, 1960er–1985 (Aktivitäten der bremischen Senatoren, Bildsammlungen zu diversen bremischen Themen)
- Bremer Haus, 1983–2000
- Sammlung Penzel (Topografie, Architektur, Personen)
- Sammlung Weserlotse (Hafen, Wirtschaft)
- Sammlung Karl Schneider, 1930/40er Jahre (Polizeieinheiten, Polizeibataillone)
- Norddeutscher Lloyd, ca. 1914–1987 (Schiffsbilder, Ereignisse)
- Dampfschifffahrts-Gesellschaft „Neptun“, 1936–1990 (Schiffsbilder, Ereignisse)
- Sammlung Nicolaus H. Schilling, ca. 1947–1975 (Bremer Woll-Kämmerei, Schaffermahlzeit)
- Sammlung Arnold Rehm, 19./20. Jahrhundert (Schiffsbilder)
- Sammlung Friedrich Rauers, 1899–1943 (Postkarten)
- Sammlung Wolfram Block, 1947–1960 (v. a. Weltreise 1956/1957 mit dem Lloyd LP 600)
- Sammlung Flughafen Bremen, 1907–2006

Über eine Systematik, die die Bereiche Politik, Alltagsleben, Militär, Kultur, Wirtschaft, Religion, Topografie, Personen, Schiffe und Naturverhältnisse abbildet, werden die Bilder in das Bildarchiv eingearbeitet.

## Archivierung
Fotografien – ob Abzüge, Fotoalben oder Negative und Dias – sind empfindliche Materialien, die einer fachgerechten Lagerung bedürfen. Das Staatsarchiv Bremen verfügt über optimal klimatisierte Magazinräume zur sicheren Lagerung der Fotografien und Negative. Alle Verpackungen sind PAT-getestet (PhotoActivityTest), wodurch eine langfristige und Fotomaterial schonende Aufbewahrung gewährleistet wird. Da die fotografischen Materialien durch häufige Nutzung erheblichen Schaden nehmen können, digitalisiert das Staatsarchiv Bremen seit 2001 die Bestände nach und nach umfassend.

## Benutzung
Das Bildarchiv ist der interessierten Öffentlichkeit zur Benutzung zugänglich. Neben der Recherche in der analogen Bildkartei ist die Suche in der Datenbank AUGIAS-Archiv möglich. Dafür stehen mehrere Computerarbeitsplätze zur Verfügung. In der Fotowerkstatt können unter Beachtung von Nutzungsrechten digitale Reproduktionen der Originale angefertigt werden.